# Za szybcy, za wściekli

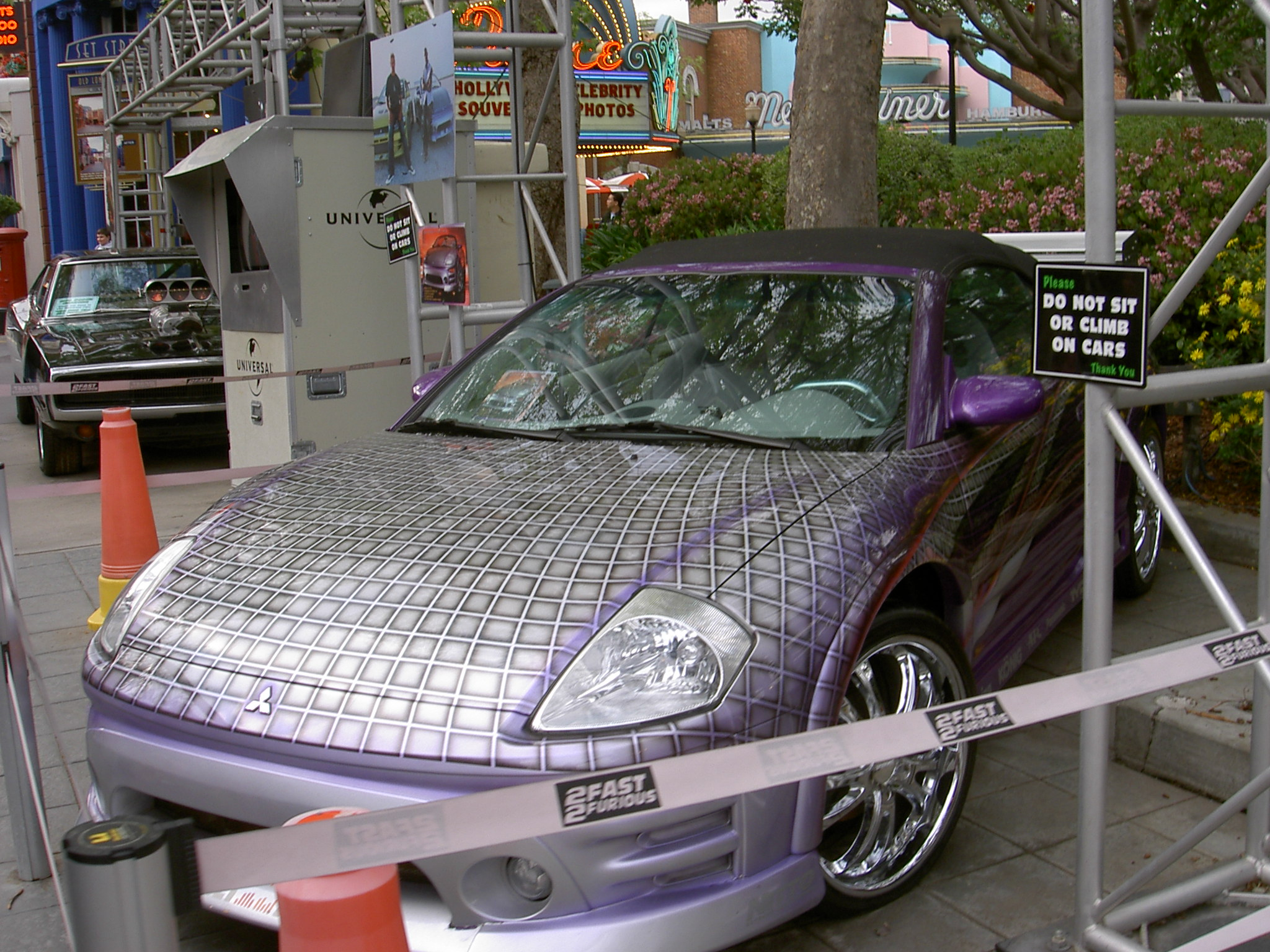
Mitsubishi Eclipse Spyder

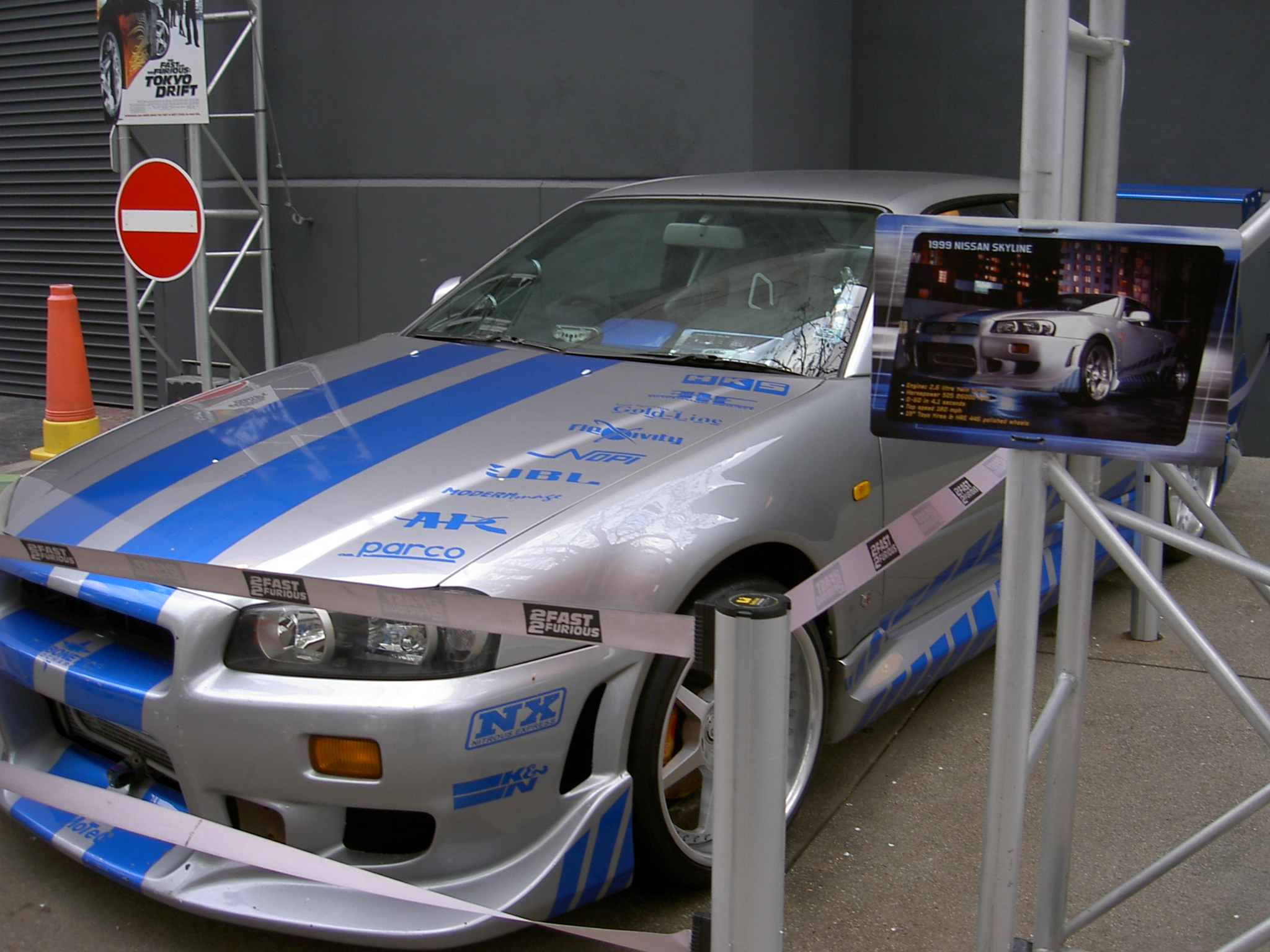
Nissan Skyline

Za szybcy, za wściekli (tytuł oryg. 2 Fast 2 Furious) – film sensacyjny produkcji amerykańskiej z 2003 roku w reżyserii Johna Singletona, opowiadający o wyścigach ulicznych. Sequel Szybkich i wściekłych (2001). Udział w filmie powtórzył aktor Paul Walker jako Brian O’Conner, a na ekranie towarzyszył m.in. raperowi Ludacrisowi.

## Fabuła
Policjant z Los Angeles Brian O’Conner (Paul Walker) w wyniku nielegalnych działań traci pracę w policji. Teraz zarabia, biorąc udział w ulicznych wyścigach w Miami, zostaje jednak złapany i dostaje szansę rehabilitacji od agentów federalnych: Markhama i Bilkinsa, którzy chcą dopaść przy jego pomocy barona narkotykowego Cartera Verone'a – zamieszanego także w pranie brudnych pieniędzy. W akcji z O’Connerem współdziałają jego przyjaciel z dzieciństwa i zarazem kryminalista Roman Pearce (Tyrese Gibson) oraz tajna agentka Monica Fuentes (Eva Mendes).

## Obsada
- Paul Walker jako Brian O’Conner
- Tyrese Gibson jako Roman Pearce
- Eva Mendes jako Monica Fuentes
- Cole Hauser jako Carter Verone
- Ludacris jako Tej Parker
- Thom Barry jako agent Bilkins
- James Remar jako agent Markham
- Devon Aoki jako Suki
- Amaury Nolasco jako Orange Julius
- Michael Ealy jako Slap Jack
- Jin Auyeung jako Jimmy
- Edward Finlay jako agent Dunn
- Mark Boone Junior jako detektyw Whitworth
- Matt Gallini jako Enrique
- Roberto 'Sanz' Sanchez jako Roberto
- Eric Etebari jako Darden
- John Cenatiempo jako Korpi
- Troy Brown jako Paul Hackett
- Corey Michael Eubanks jako Max Campisi
- Sam Maloof jako Joe Osborne
- Troy Robinson jako Feliz Vispone
- Jose Perez jako Jose
- Sincerely A. Ward jako dziewczyna Slap Jacka
- Nievecita Dubuque jako koleżanka Suki
- Tequilla Hill jako koleżanka Suki
- Bettina Huffer jako koleżanka Suki
- Phuong Tuyet Vo jako koleżanka Suki
- Felecia Rafield jako detektyw
- Mateo Herreros jako detektyw
- Walter 'Duke' Foster jako detektyw
- Zachary L. Mann jako agent US Customs Lead
- Marc Macaulay jako agent
- Cobette Harper jako agent
- Limary Agosto jako kelnerka
- Tony Bolano jako ogrodnik
- Tara Carroll jako uwodzicielka
- Neal H. Moritz jako Swerving Cop
- Marianne M. Arreaga jako policjant
- Tamara Jones jako Customs Technician

## Muzyka
- Pump It Up (Joe Budden)
- Like A Pimp (David Banner Ft. Lil Flip)
- Good Life Remix (Faith Evans) (feat. Ja Rule, Vita and Caddillac Tah)
- When A Man Does Wrong (Ashanti)
- Race Against Time Part 2 (Tank) (feat. Ja Rule)
- Take My Time Tonight (R. Kelly)
- Suicide (Scarface)
- The Prayer (Black Child)
- Tudunn Tudunn Tudunn (Make U Jump) (Funkmaster Flex) (feat. Noreaga)
- Hustlin' (Fat Joe)
- Freestyle (Boo and Gotti)
- Cali Diseaz (Shade Sheist) (feat. Nate Dogg)
- Didn't I (Petey Pablo)
- Put It On Me Remix (Ja Rule) (feat. Vita and Lil’ Mo)
- Justify My Love (Vita) (feat. Ashanti)
- Oye Oye (Pitbull)
- Ludacris – Act a Fool